# Hydrillodes eucaula
Hydrillodes eucaula là một loài bướm đêm trong họ Noctuidae.